# Rosston (Oklahoma)
Rosston és un poble dels Estats Units a l'estat d'Oklahoma. Segons el cens del 2000 tenia 66 habitants.

## Demografia
Segons el cens del 2000, Rosston tenia 66 habitants, 23 habitatges, i 14 famílies. La densitat de població era de 79,6 habitants per km².
Dels 23 habitatges en un 26,1% hi vivien nens de menys de 18 anys, en un 43,5% hi vivien parelles casades, en un 4,3% dones solteres, i en un 34,8% no eren unitats familiars. En el 30,4% dels habitatges hi vivien persones soles el 17,4% de les quals corresponia a persones de 65 anys o més que vivien soles. El nombre mitjà de persones vivint en cada habitatge era de 2,87 i el nombre mitjà de persones que vivien en cada família era de 3,73.
Per edats la població es repartia de la següent manera: un 39,4% tenia menys de 18 anys, un 3% entre 18 i 24, un 21,2% entre 25 i 44, un 28,8% de 45 a 60 i un 7,6% 65 anys o més.
L'edat mediana era de 32 anys. Per cada 100 dones de 18 o més anys hi havia 110,5 homes.
La renda mediana per habitatge era de 39.167 $ i la renda mediana per família de 42.500 $. Els homes tenien una renda mediana de 23.000 $ mentre que les dones 21.250 $. La renda per capita de la població era de 7.297 $. Entorn de l'11,1% de les famílies i l'11,2% de la població estaven per davall del llindar de pobresa.

## Poblacions més properes
El següent diagrama mostra les poblacions més properes.